# Herb gminy Frysztak
Herb gminy Frysztak – jeden z symboli gminy Frysztak, ustanowiony 17 czerwca 1998, ze zmianą 30 czerwca 2008.

## Wygląd i symbolika
Herb przedstawia na tarczy w polu czerwonym o złotej bordiurze białego Baranka Bożego ze złotymi kopytami i głową zwróconą do tyłu. O baranka oparte jest złote drzewce zakończone krzyżem maltańskim, z przypiętą pod krzyżem za pomocą dwóch złotych sznurów żółtą chorągwią z napisem "FRYSZTAK 1259". Chorągiew w części swobodnej dzieli się na trzy prostokątne języki, zwisa pod kątem 45°. Pierwowzór herbu pochodzi z rękopisu Józefa Piętniewicza "Z przeszłości Frysztaka", ukończonego w 1894 roku i nawiązuje do historycznego herbu Frysztaka z czasów, gdy miejscowość posiadała prawa miejskie.